# Branislav Vukosavljević
Branislav Vukosavljević (en alfabet ciríl·lic serbi: Бранислав Вукосављевић; 19 de setembre de 1929 – 10 de novembre de 1985) va ser un jugador i entrenador de futbol professional iugoslau i serbi.
Vukosavljević va començar la seva carrera al club de la seva ciutat natal, l'Estrella Roja de Belgrad, el 1947 i a principis dels anys cinquanta va guanyar tres Copes Mariscal Tito i dos títols del campionat de Iugoslàvia amb el club, abans de traslladar-se a l'estranger als 24 anys per unir-se al  Grasshopper Club Zürich el 1953.
Va passar les següents cinc temporades amb el Grasshopper, on es va establir com un golejador prolífic. El punt àlgid de la seva carrera va arribar la temporada 1955-56, en què va guanyar dues vegades, quan Vukosavljević va ser el màxim golejador de la lliga suïssa, amb 33 gols, inclosos els sis gols en una victòria per 6-0 contra l'AC Bellinzona. També va marcar el gol de la victòria a la final de la Copa Suïssa d'aquell any, contra el  Young Boys.
El 1958 va fitxar per l'equip suís de segona divisió FC Winterthur com a jugador-entrenador. En la seva primera temporada amb el Winterthur va portar el club al títol i l'ascens de la Nationalliga B. A la temporada següent, 1959–60, va portar el Winterthur a la meitat de la taula. Després es va tornar a incorporar a Grasshopper, aquesta vegada com a entrenador, substituint el seu compatriota Toni Pogačnik al capdavant.
Va passar les tres temporades següents entrenant el Grasshopper, sense aconseguir guanyar cap trofeu, però va aconseguir arribar a la final de la Copa Suïssa de 1963, només per ser derrotat per 0-2 pel FC Basilea, liderat per Jiří Sobotka.
A nivell nacional va jugar dues vegades amb la selecció de Iugoslàvia, ambdues el 1949, sota la direcció de l'entrenador Milorad Arsenijević. A l'octubre d'aquell any va ser nomenat titular en el partit de classificació per a la Copa del Món de 1950 de Iugoslàvia contra França a París, i un mes després en un amistós contra Àustria a Belgrad.
Després de retirar-se, va tornar a Belgrad i va estar actiu a la secció de veterans de l'Estrella Roja fins a la seva mort el 1985, als 56 anys.

## Palmarès

### Jugador
Estrella Roja de Belgrad
- Primera Lliga Federal de Iugoslàvia (2): 1951, 1952–53
- Copa Mariscal Tito (3): 1948, 1949, 1950

Grasshopper
- Primera Divisió Suïssa (1): 1955–56
- Copa Suïssa (1): 1956

### Jugador-entrenador
Winterthur
- Segona Divisió Suïssa (1): 1958–59

### Entrenador
Grasshopper
- Subcampió de la Copa Suïssa (1): 1963